# Pachypops pigmaeus
Pachypops pigmaeus är en fiskart som beskrevs av Lilian Casatti 2002. Pachypops pigmaeus ingår i släktet Pachypops och familjen havsgösfiskar. Inga underarter finns listade i Catalogue of Life.